# Leah Kirchmann
Leah Kirchmann (Winnipeg, 30 de juny de 1990) fou una ciclista canadenca professional des del 2011 i fins al 2022. Ha aconseguit diversos campionats nacionals en diferents modalitats.

## Palmarès
- 2010
  -  Campiona del Canadà en critèrium
  -  Campiona del Canadà sub-23 en ruta
- 2011
  -  Campiona del Canadà en critèrium
  - 1a al Tour d'Elk Grove i vencedora de 2 etapes
  - Vencedora d'una etapa al Nature Valley Grand Prix
- 2013
  -  Campiona del Canadà en critèrium
  - 1a a la White Spot / Delta Road Race
- 2014
  -  Campiona del Canadà en ruta
  -  Campiona del Canadà en contrarellotge
  -  Campiona del Canadà en critèrium
  - 1a a la White Spot / Delta Road Race
  - 1a al Sea Otter Classic (circuit)
  - Vencedora d'una etapa a la San Dimas Stage Race
  - Vencedora de 2 etapes al Redlands Bicycle Classic
- 2015
  - 1a al USA Cycling National Racing Calendar
  - Vencedora d'una etapa al Joe Martin Stage Race
  - Vencedora de 2 etapes a la Volta a Califòrnia
- 2016
  - 1a a la Drentse Acht van Westerveld
  - Vencedora d'una etapa al Giro d'Itàlia
- 2017
  -  Campiona del món en contrarellotge per equips
  - 1a al Gran Premi de Gatineau
- 2018
  -  Campiona del Canadà en contrarellotge
- 2019
  -  Campiona del Canadà en contrarellotge
  - 1a al Gran Premi de Gatineau